# サイダス
株式会社サイダス (英称：CYDAS Inc.)は、社員参加型の人材プラットフォーム「CYDAS」を運営するソフトウェア企業である。

## 事業概要
大手企業や中小企業を中心に、社員参加型の人材プラットフォーム「CYDAS」の開発・販売・サポート事業を行っている。
社員参加型の人材プラットフォーム「CYDAS」
「CYDAS」とは、従来の「人を管理するだけの人事マネジメント」ではなく、経営層や社員本人も参加し、「人と組織の才能を引き出し、会社にいる全員で組織を強くしていこう」というコンセプトの、新しい発想のクラウド型サービスである。
従来のシステムと異なり、マネジメント用と社員用の2つのインターフェースがあるところが大きな特徴である。
その他、主な特徴として、
- 社員一人一人の情報を見える化
- 社員の能力を分析
- 社員の目標設定、目標達成をサポート
- 社員一人一人、個々にあった配置・育成が可能
- 次世代リーダーの発見・計画的な育成が可能
- その他「人材×事業視点」の様々な分析
- 社内SNS
- クラウド型

「社員一人一人の才能を引き出し、結果として、組織全体のパフォーマンスを引き上げる」
というタレントマネジメントを実現するための様々な仕組みが搭載されている。

## 拠点
東京本社
東京都港区芝2-1-33第三渡邊ビル7階、8階（受付）、9階

沖縄オフィス
沖縄県那覇市泊1丁目4-14 第一福琉ビル9階（受付）、10階
2018年3月26日より、業務拡大による人員増大のため、沖縄県那覇市字小禄1831-1 沖縄産業支援センター5階から、沖縄県那覇市泊1丁目4-14 第一福琉ビル9階（受付）、10階に移転。
海外拠点
- ソウル オフィス (韓国)

## 沿革
- 2011年
  - 10月 - 株式会社サイダス (CYDAS Inc.)を創立。
- 2013年
  - 12月 - 目標・人事考課アプリケーション「MBO edition Ver.2」を提供開始。
- 2014年
  - 2月 - 分析専門サービス「CYDAS CARE」の提供開始。
  - 2月 - 組織活性化支援アプリケーション『entry edition』を提供開始。
  - 3月 - 米国セールスフォース・ドットコムと資本提携。
  - 4月 - 株式会社広島情報シンフォニーと販売提携。
  - 4月 - 富士ゼロックス北海道株式会社と販売提携。
  - 7月 - クラウド製品 ブランド統一に伴う製品名称変更。
  - 8月 - ソフトバンクC&S株式会社と販売提携。
  - 10月 - 株式会社オービック、株式会社OBCと資本業務提携。
  - 11月 - 総合人材育成企業 株式会社富士通ラーニングメディアと業務提携し 「CYDAS Performance Cloud for IT」を提供開始。
  - 12月 - 株式会社ユー・エス・イーとSalesforce向け製品における業務提携。
- 2015年
  - 7月 - 株式会社イノーバと連携サービスにおける業務提携。
- 2016年
  - 3月 - 「Profile Manager」「Stream」を提供開始。
  - 5月 - OBCより「OMSS+ 人材情報化サービス」を提供開始[8]。
  - 5月 - 富士通ラーニングメディアより「CYDAS.com研修シリーズ」を提供開始。
  - 7月 - 富士通ラーニングメディアのLMS「KnowledgeC@fe」と連携[9]。
  - 11月 - ソフトバンク米国子会社 Softbank Telecom America Corp.と業務提携[10]。
- 2018年
  - 1月 - 株式会社日本マンパワーとキャリア支援とタレントマネジメントの分野で新サービス開発の戦略的パートナーとして業務提携[11]。
  - 3月 - サイダス沖縄本店を移転。[7]
- 2020年
  - 4月 - 「CYDAS PEOPLE」を提供開始。
  - 5月 - 「1on1 Talk」「arata」を提供位開始。